# Radonia (Silésie)
Pour les articles homonymes, voir Radonia.
Radonia est une localité polonaise de la gmina de Wielowieś, située dans le powiat de Gliwice en voïvodie de Silésie.